# Indywidualne Mistrzostwa Świata w Long Tracku 1989
Indywidualne Mistrzostwa Świata na długim torze 1989

## Wyniki
- 20 sierpnia 1989 r. (niedziela),  Mariańskie Łaźnie

| Msc. | Zawodnik            | Kraj            | Pkt |  |  |
| ---- | ------------------- | --------------- | --- |  |  |
| 1    | Simon Wigg          | Wielka Brytania | 38  |  |  |
| 2    | Aleš Dryml          | Czechosłowacja  | 37  |  |  |
| 3    | Karl Maier          | RFN             | 33  |  |  |
| 4    | Erik Stenlund       | Szwecja         | 28  |  |  |
| 5    | Egon Müller         | RFN             | 22  |  |  |
| 6    | Hans Nielsen        | Dania           | 20  |  |  |
| 7    | Andre Pollehn       | RFN             | 19  |  |  |
| 8    | Mario Trupkovic     | RFN             | 19  |  |  |
| 9    | Marcel Gerhard      | Szwajcaria      | 17  |  |  |
| 10   | Marvyn Cox          | Wielka Brytania | 16  |  |  |
| 11   | Gerd Riss           | RFN             | 12  |  |  |
| 12   | Steve Schofield     | Wielka Brytania | 12  |  |  |
| 13   | Bořivoj Hádek       | Czechosłowacja  | 12  |  |  |
| 14   | Petr Vandírek       | Czechosłowacja  | 9   |  |  |
| 15   | Chris Morton        | Wielka Brytania | 8   |  |  |
| 16   | Klaus Lausch        | RFN             | 1   |  |  |
|      | rez. Antonín Kasper | Czechosłowacja  | 3   |  |  |